# Internationale Standaard Tekst Code
De Internationale Standaard Tekst Code of International Standard Text Code (ISTC) was een wereldwijd systeem voor de identificatie van "teksten" door middel van een uniek nummer. De standaard hiervoor was gepubliceerd in maart 2009 en is in augustus 2021 weer ingetrokken.
Met "tekst" wordt bedoeld elk werk dat hoofdzakelijk tekstueel van aard is, zoals romans, verhalen, artikels, gedichten, toneelstukken... De ISTC moet toelaten om zulke teksten ondubbelzinnig van elkaar te onderscheiden ongeacht de gebruikte taal, alfabet, enz. Het moet toelaten om de informatie-uitwisseling te vergemakkelijken tussen auteurs, uitgevers, verkopers, bibliotheken, auteursrechtenorganisaties enz. over nationale grenzen heen. De ISTC mag niet verward worden met het ISBN (Internationaal Standaard Boek Nummer): dit laatste wordt toegekend aan een bepaalde uitgave, en eenzelfde tekst kan onder verschillende ISBN-nummers verkrijgbaar zijn; bijvoorbeeld een heruitgave van een roman in pocketformaat zal een nieuw ISBN krijgen, maar geen nieuw ISTC omdat het dezelfde tekst blijft. De ISTC is dus duidelijk verbonden aan de tekst en niet aan de publicatiewijze. Afgeleide werken (zoals vertalingen of bewerkingen) krijgen wel een nieuwe ISTC.
Het nummeringssysteem was vastgelegd in een internationale ISO-norm: ISO 21047:2009. Deze standaard stelde dat een ISTC bestaat uit 16 hexadecimale cijfers, onderverdeeld in vier groepen:
1. een code voor het registratieagentschap (registration agency) dat de code heeft toegekend
2. het jaartal
3. de code voor het werk
4. een  controlecijfer (check digit)

In leesbare vorm wordt de code voorafgegaan door de letters "ISTC" en worden de groepen gescheiden door streepjes of spaties, die echter zelf geen deel uitmaken van de code.
Voorbeeld: ISTC 0A9-2002-12B4A105-6
Verder wordt in een ISTC geen bijkomende informatie verwerkt over het werk in kwestie; het is louter een identificatiecode.
Het systeem voor de ISTC komt grotendeels overeen met het ISAN-systeem voor audiovisuele werken (Internationaal Standaard Audiovisueel Nummer). Een internationaal agentschap (het International ISTC Agency) heeft het systeem wereldwijd beheerd en per land of regio een registratieagentschap erkend. Zo'n agentschap reikte ISTC's op aanvraag uit (het systeem is niet verplicht maar vrijwillig) en hield een databank bij, met gegevens over het werk (de zogenaamde metadata, bv. de auteur, de aanvrager, is het een origineel werk of een afgeleid werk, en in geval van een afgeleid werk, van welk werk het is afgeleid).